# 파파 알 포모도로
파파 알 포모도로(pappa al pomodoro, 토마토 죽")는 토스카나 지방의 판코토이며 보통 신선한 토마토, 빵, 올리브유, 마늘, 바질, 다양한 신선 재료로 만들어진다. 일반적으로는 노화되거나 남은 빵으로 조리되며, 따뜻하거나, 실온 상태 또는 차가운 상태로도 제공된다.
요리는 고대를 기원으로 하고 있으나, 그럼에도 1911년에 출판된 '일 조르날리노 디 잔 부라스카' 및 리타 파보네가 'Viva la pappa col pomodoro'를 부른 텔레비전 방송 등으로 널리 대중화되었다.

## 같이 보기
- 우갈리